# Prosopografia
La prosopografia (dal greco antico πρόσωπον: prosopon = persona) è un particolare metodo di ricerca scientifica in ambito storiografico che consiste nella collezione e raccolta, dalle fonti storiche ed epigrafiche, di una massa quanto più ampia possibile di dati e notizie su persone appartenenti a una determinata classe sociale in un certo periodo storico, "al fine di individuarne le caratteristiche comuni e ricostruirne le carriere, il profilo sociale o altri elementi della biografia". 
Sebbene si concentri su dati personali, la collocazione del metodo prosopografico appartiene alla storia sociale più che alla semplice biografia. L'organizzazione e l'analisi dei dati che esso produce permette agli studiosi di esaminare e portare alla luce fenomeni sociali come l'ascesa e la caduta di personaggi e famiglie, evidenziare i rapporti di potere tra gruppi sociali e familiari, la formazione di élite sociali e politiche, i processi di mobilità sociale e territoriale, le traiettorie delle carriere di uomini politici e funzionari.

## Applicazioni
Il metodo ha trovato importanti applicazioni al mondo antico, con riferimento, soprattutto, alle figure di funzionari dell'Impero romano, ma vi sono esempi di applicazioni che riguardano periodi ed epoche storiche diverse, fino alla modernità.
Il classicista tedesco Friedrich Münzer (22 aprile 1868 – 20 ottobre 1942) si è distinto per il contributo dato allo sviluppo metodologico, dedicandosi allo studio dell'importanza delle relazioni familiari sottostanti alle contrapposizioni politiche nella Roma antica.
Approcci prosopografici sono stati tentati in modo proficuo anche per periodi della storia moderna. Lewis Bernstein Namier se ne servì nel suo The Structure of English Politics at the Accession of George III per tracciare in modo minuzioso la prosopografia di tutti i Pari e i Membri del Parlamento, al fine di ricostruire gli interessi particolari (e non collettivi) che determinavano l'effettivo comportamento degli organi parlamentari, attraverso l'orientamento al voto dei suoi membri istituzionali. 
Sempre nel campo dello studio di Roma antica, degna di nota è la fondamentale opera scientifica di Ronald Syme, in cui l'evidenza prosopografica, con un metodo che si riconosce debitore proprio dell'approccio di Friedrich Münzer e dell'influsso metodologico di Namier, diviene la base fattuale per un rovesciamento di paradigma rispetto alla storiografia ottocentesca di scuola tedesca, dominata dall'impostazione giuridico-costituzionale di Theodor Mommsen. 

### Studi e progetti di ricerca prosopografica
Esistono dei progetti scientifici dedicati allo studio prosopografico dell'antichità e del Medioevo. Esempi monumentali sono la Prosopographia Imperii Romani della Berlin-Brandenburgische Akademie der Wissenschaften, che esamina il periodo dall'età augustea al III secolo, e il progetto The Prosopography of the Later Roman Empire, dedicato al tardo impero, che riprende la stessa strada a partire dal 270 d.C. in poi.
Riguardo alla politica della Grecia antica, sono da segnalare la Prosopographia Attica (in latino) dell'epigrafista tedesco Johannes Kirchner, e gli studi e i progetti prosopografici dedicati all'Attica e all'antica Atene, curati da John S. Traill, del Dipartimento di studi classici dell'Università di Toronto.
In ambito cristiano, è in corso di pubblicazione la Prosopographie chrétienne du Bas-Empire. Finora sono stati pubblicati 4 volumi: la Prosopographie de l'Afrique chrétienne (303-533) (André Mandouze, 1982), la Prosopographie de l'Italie chrétienne (313-604) (Charles e Luce Pietri, 2 tomi, 1999-2000), la Prosopographie du diocèse d'Asie (325-641) (Sylvain Destephen, 2008) e La Gaule chrétienne (314-614) (Luce Pietri e Marc Heijmans, due tomi, 2013).
A Bisanzio è dedicato, invece, il progetto di un database di personaggi citati in fonti testuali dell'Impero bizantino e nelle aree circostanti nell'epoca dal 642 al 1265. Il progetto è una collaborazione tra la British Academy e l'Accademia delle scienze di Berlino. Appartengono a questo progetto la Prosopographie der mittelbyzantinischen Zeit, la Prosopography of the Byzantine World e il Prosopographisches Lexikon der Palaiologenzeit.
Più settoriale infine, nell'ambito della numismatica, è il progetto prosopografico Eligivs legato al personale di zecca, curato da Luca Gianazza, i cui dati sono interamente accessibili on-line.